# 科学侦探月刊
《科学侦探月刊》（英語：Scientific Detective Monthly）又名《惊人侦探故事》（和），是1930年创刊的美国纸浆杂志，也是雨果·根斯巴克涉足科幻杂志出版的第二波作品，共发行15期，主要刊登带有科学元素的侦探或神秘小说。杂志许多文章与当代科学密切相关，没有任何纯属想象的内容，例如创刊号就有作品描述剧中人使用辐射热测量计发现脸红的黑人女子并破案。此外，每期杂志也会刊登一到两篇科幻小说。
1930年6月，杂志更名《惊人侦探故事》，估计此举是为避免原有的“科学”一词让读者误认为这是“某种科学期刊”，用根斯巴克的话来说，这仍是娱乐杂志。同期，主编赫克托·格雷被已开始执掌根斯巴克其他科幻杂志的大卫·拉塞尔取代。事实证明，变更书名无法提升销量，杂志出版到十期后突然停刊，被根斯巴克转让给出版商华莱士·班伯。1931年，杂志再度更名并发行至少五期后停刊。

## 出版史

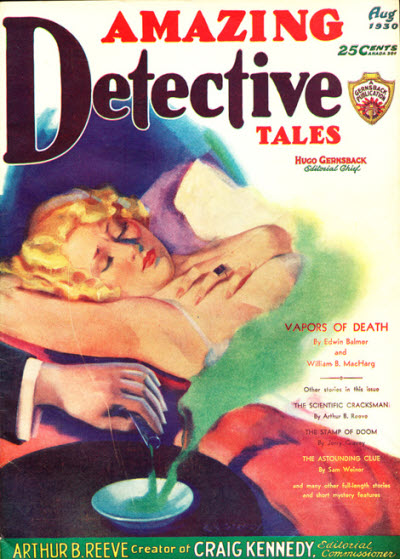
1930年8月杂志封面，标题改为《惊人侦探故事》，封面由厄尔·伯吉创作。

19世纪末，流行杂志上的科幻小说已经很常见，其中大部分遵循儒勒·凡尔纳的作品传统，围绕科学发明或以未来为背景展开。1926年，雨果·根斯巴克在纸浆杂志发展如火如荼的时代推出史上首本纯科幻杂志《惊人故事》（Amazing Stories）。新杂志颇为热销，科幻文学走上独立市场之路，但根斯巴克本人却于1929年2月破产并失去杂志主控权。同年四月，他又创立根斯巴克出版公司和两间子公司：技术工艺出版公司（Techni-Craft Publishing Corporation）和恒星出版公司（Stellar Publishing Corporation）。这年他推出三本新杂志，分别是《无线电工艺》（Radio Craft）、《科学神奇故事》（Science Wonder Stories）和《太空神奇故事》（Air Wonder Stories），其中第一本没有科幻内容，后两本都是科幻纸浆杂志。1929年9月，根斯巴达推出《科学神奇季刊》（Science Wonder Quarterly）创刊号，并于次月给合作过的作家去信，称读者希望看到更多“有良好‘科学’背景的侦破或犯罪神秘小说”，还举出两篇当时颇为流行的作品为例，分别是亚瑟·里夫（Arthur B. Reeve）的《克雷格·肯尼迪》（Craig Kennedy）探案集和范·达因的《菲洛·万斯》（Philo Vance）探案集。1930年1月，根斯巴克在两本科幻纸浆杂志刊出《科学侦探月刊》的出版广告。
根斯巴克认为，科幻文学应该要有教育意义，他一度声称，“教师鼓励学子阅读科幻作品，是因为他们知道这能传播科学和航空基础知识”。根据他的设想，《科学侦探月刊》应当融娱乐和启迪于一体，刊登有科学背景的侦探小说。科幻侦探文学此时已不是新鲜事务，1909至1919年就曾在美国流行，根斯巴克的新杂志成为20世纪20年代末该体裁复兴的重要组成部分。《科学侦探月刊》的创刊号是1930年1月刊（所以应该是1929年12月中旬开始在报摊销售），根斯巴克担任总编，对选登作品有最终决定权，但主编工作由副手赫克托·格雷（Hector Grey）负责。
1930年2月，《作家文摘》（Writer's Digest）刊载根斯巴克的文章《如何写出‘科学’小说》（How to Write 'Science' Stories）。文中给出新杂志投稿的写作建议，声称科幻小说的未来发展趋势就是科学侦探小说，“普通黑帮和侦探小说将在短短几年内沦为故事背景”。科幻史学家加里·韦斯特法尔（Gary Westfahl）认为，这篇文章也可以视为科幻小说写作指南，还是历史上发布的首篇指导作家“如何撰写”科学侦探小说的文章。
六月，杂志更名《惊人侦探故事》，《科学神奇故事》和《太空神奇故事》也合并成《神奇故事》，估计这都是因为根斯巴克担心原有的“科学”一词会导致潜在读者误以为这是“某种科学期刊”而流失。《惊人侦探故事》主编从七月起改为已出任根斯巴克其他科幻杂志主编的大卫·拉塞尔（David Lasser），希望刊登更多带有科幻元素的小说。事实证明，变更书名无法提升销量，杂志出版十期后停刊。第十期还宣布杂志会从下个月开始加大尺寸，并预告两部下期刊登的小说，所以停刊之举显然事发突然。根斯巴克把杂志转卖给华莱士·班伯（Wallace Bamber），后者从1931年2月开始出版并持续至少五期，最后一期是八月刊，六月和七月及八月后是否出版已不可考，但即便有，目前也没有任何一本存世。

## 内容

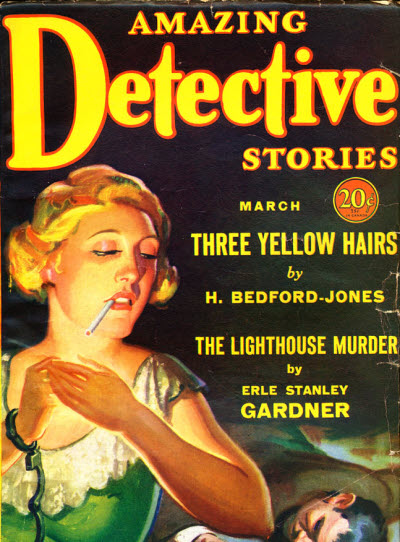
1931年3月《惊人侦探故事》封面

《科学侦探月刊》刊登的几乎全是侦探小说，其中只有很少一部分属科幻作品，许多故事中涉及科学的情节已经成为现实。以创刊号为例，亚瑟·里夫的《布拉瓦约钻石之谜》（The Mystery of the Bulawayo Diamond）利用辐射热测量计发现脸红的黑人女子，进而解开谜团；拉尔夫··威尔金斯作品《校园谋杀之谜》中的凶手通过冰冻尸体掩盖死因；另外两篇小说涉及的科学元素分别是化学催化剂及利用电气测量手段检测手掌汗液。创刊号只有一篇纯科幻小说，S·P·米克（S.P. Meek）的《完美伪造》（The Perfect Counterfeit），文中人物利用物质复制器伪造纸币。范·达因的菲洛·万斯探案小说《主教谋杀案》（The Bishop Murder Case）从这期开始连载，该文的精装书仅数月前面世并畅销，估计杂志热卖就是从中沾光。严格来讲，《科学侦探月刊》自始至终每期仅有一到两篇文章属科幻作品。科幻史学家麦克·阿什利（Mike Ashley）认为，与纯粹的科学想象相比，根斯巴克对断案涉及的科学更感兴趣，《科学侦探月刊》大部分内容都是以小工具为核心，根斯巴克此前已在其他杂志刊载过不少类似作品。创刊号封面由杰诺·鲁格（Jno Ruger）创作，显示侦探使用电子设备检测嫌犯反应。
此后杂志刊登小说的作者包括劳埃德·亚瑟·埃什巴赫（Lloyd Arthur Eshbach）、戴维·凯勒（David H. Keller）、埃德·厄尔·雷普（Ed Earl Repp）、尼尔·琼斯（Neil R. Jones）和埃德蒙·汉密尔顿（Edmond Hamilton），有些此时已颇富盛名，有些即将成品，但他们的作品同样仅有部分是科幻小说。例如汉密尔顿的《隐形大师》（The Invisible Master）就是直截了当的侦探小说，故事起初围绕隐形方法展开，但在最后以科学手段证明这只是骗局。克拉克·阿什顿·史密斯在1930年10月的杂志上发表《四维空间谋杀案》（Murder in the Fourth Dimension），凶手利用四维空间处理受害人的尸体。不过，史密斯本人此后在奇幻小说领域比科幻小说更成功。
《科学侦探月刊》面世前，根斯巴克就曾在旗下其他出版物刊登新杂志广告并征求读者来信，所以创刊号就已开辟来信专栏，此外还有书评，各种犯罪学及科学相关内容。创刊号还有针对读者观察能力的测试，请读者研究犯罪现场照片后回答问题，看能记下多少细节。同时杂志还有科学问卷，询问小说中涉及的科学事实；此外，杂志的“科学犯罪笔记”（{lang|en|Science-Crime Notes}}）栏目包含科学及犯罪题材新闻。根斯巴克的社论声称，科学终将彻底结束犯罪，未来的警方和犯罪分子都会越来越多地利用科学创新。他还在社论标头写入犯罪学专家的名字，如福坦莫大学犯罪学教授埃德温·库利（Edwin Cooley），并把杂志社部分编辑的化名列入“科学犯罪学家”，如·梅森（C.P. Mason）。
根斯巴克把杂志转让后，班伯出版的五期大部分是没有科学元素的侦探小说，如埃德加·华莱士（Edgar Wallace）的《长羽毛的蛇》（The Feathered Serpent）。
《科学侦探月刊》最初几期的封面设计可能存在疏漏，一方面它们没有列出小说的作者姓名，而读者往往会对熟悉的作家感兴趣；另一方面，这些封面比较华丽，可能导致喜欢纪实风格作品的读者反感。根斯巴克无法及时为杂志刊登的两种体裁找到足够作品，导致任何一种体裁的读者都不能满意。用历史学家罗伯特·朗兹（Robert Lowndes）的话说，这次实验或许引人入胜，但未能成功。

## 书目详细信息
| | 一月 | 二月 | 三月 | 四月 | 五月 | 六月 | 七月 | 八月 | 九月 | 十月 | 十一月 | 十二月 |
| 1930 | 1/1  | 1/2  | 1/3  | 1/4  | 1/5  | 1/6  | 1/7  | 1/8  | 1/9  | 1/10 |        |        |
| 1931 |      | 2/1  | 2/2  | 2/3  | 2/4  |      |      | 3/1  |      |      |        |        |
| 《科学侦探月刊》出版详细信息，表格最左侧是年份，上方是月份，其他数字代表“卷号/期数”， 方格背景色代表不同主编，蓝色为赫克托·格雷，黄色是大卫·拉塞尔，橙色未知。 |      |      |      |      |      |      |      |      |      |      |        |        |

《科学侦探月刊》前十期为一卷，六月刊开始更名《惊人侦探故事》，由纽约技术工艺出版公司发行，雨果·根斯巴克任总编，赫克托·格雷主编前六期，大卫拉塞尔主编后四期；其后改为该市虚构出版社出版，首期是1931年2月刊，书名再度变更，但译名相同，确知发行的只有五期，其中前四期一卷，最后一期单独一卷，主编身份已不可考。15期均为加大纸浆杂志尺寸，96页，定价25美分。

### 脚注
1. 1 2  Ashley (2000), p. 71.
2. ↑  1930-08.
3. ↑  Ashley (2000), pp. 6–27.
4. ↑  history.
5. ↑  Clareson (1985), p. xxiii.
6. ↑  Ashley (2000), pp. 58–59.
7. ↑  Bleiler (1998), p. 548.
8. ↑  Bleiler (1998), p. 579.
9. 1 2 3 4 5 6  Ashley (2004), pp. 158–159.
10. 1 2 3 4 5 6 7 8 9 10 11 12  Lowndes (1985), pp. 556–562.
11. ↑  Bleiler (1998), p. 542.
12. ↑  resurgence.
13. 1 2  howtowrite.
14. 1 2  Ashley (2000), p. 66.
15. ↑  Lowndes (2004), pp. 298–311.
16. ↑  Ashley (2000), p. 248.